# Gaoshuxia Shuiku
Gaoshuxia Shuiku (kinesiska: 槁树下水库) är en reservoar i Kina. Den ligger i provinsen Guangdong, i den södra delen av landet, omkring 110 kilometer öster om provinshuvudstaden Guangzhou. Gaoshuxia Shuiku ligger 72 meter över havet. I omgivningarna runt Gaoshuxia Shuiku växer huvudsakligen savannskog.
Genomsnittlig årsnederbörd är 2 177 millimeter. Den regnigaste månaden är maj, med i genomsnitt 511 mm nederbörd, och den torraste är oktober, med 13 mm nederbörd.